# Simpsonotus
Simpsonotus è un genere estinto di mammiferi notoungulati, solitamente classificato tra i "notioprogoni". Visse nel Paleocene superiore (circa 60 - 56 milioni di anni fa) e i suoi resti fossili sono stati ritrovati in Sudamerica. È considerato il più antico notoungulato conosciuto.

## Descrizione
Questo animale è noto principalmente per due crani, attribuiti a due diverse specie (Simpsonotus praecursor e S. major). La prima di queste specie possedeva un cranio lungo circa 11 centimetri, mentre la seconda aveva un cranio lungo meno di 7 centimetri. Si suppone che la lunghezza di questi animali fosse di circa 30 - 50 centimetri, ovvero la taglia di un grosso scoiattolo o di un piccolo gatto. Simpsonotus era dotato di una dentatura completa, non separata da diastemi e a corona bassa (brachiodonte). Tuttavia, il terzo paio di incisivi era specializzato, ingrandito e di forma simile ai canini. Simpsonotus era privo di un sinus epitimpanico e di una cresta timpanica, due specializzazioni uditive che sono considerate caratteristiche di tutti i notoungulati (sinapomorfie).

## Classificazione
Simpsonotus venne descritto per la prima volta nel 1978, sulla base di due crani fossili ritrovati nella formazione Mealla nel nordovest dell'Argentina. Le due specie, S. praecursor e S. major, differiscono nelle proporzioni craniche e nelle dimensioni. Simpsonotus è molto importante perché i suoi fossili rappresentano i più antichi resti fossili di notoungulati, e permettono di comprendere meglio l'iniziale evoluzione di questo gruppo di mammiferi. Sembra che le specializzazioni uditive dei notoungulati (sinus epitimpanico e cresta timpanica) si siano formate all'interno del gruppo nel corso della sua evoluzione, e non fossero caratteristiche già presenti negli antenati dei notoungulati, in quanto Simpsonotus ne era privo. Tuttavia, la dentatura di Simpsonotus è già specializzata (gli incisivi caniniformi) e si suppone quindi che vi fossero notoungulati più arcaici (ad esempio Henricosbornia). Simpsonotus è classicamente ritenuto un membro dei notioprogoni, il gruppo che raduna i membri più primitivi tra i notoungulati ma che attualmente è considerato parafiletico. Ricerche più recenti hanno indicato che questo animale era più derivato di Henricosbornia ma più arcaico rispetto a Notostylops (Billet, 2011).